# Genzano di Lucania
Genzano di Lucania (im lokalen Dialekt: Inzan) ist eine süditalienische Gemeinde (comune) mit 5183 Einwohnern (Stand 31. Dezember 2023) in der Provinz Potenza in der Basilikata. Die Gemeinde liegt etwa 30 Kilometer nordöstlich von Potenza und grenzt unmittelbar an die Provinz Matera und die Metropolitanstadt Bari (Apulien). Genzano di Lucania ist Teil der Comunità Montana Alto Bradano. Durch die Gemeinde fließt der Bradano. Im Osten liegt der Diga del Basentello, ein kleiner See.

## Verkehr
Durch die Gemeinde führt die Strada Statale 655 Bradanica von Foggia nach Matera. An der Schmalspurstrecke (Spurweite 950 mm) Altamura-Avigliano-Potenza liegt die Bahnstation der Gemeinde.